# Pycnarmon cyanoxantha
Pycnarmon cyanoxantha is een vlinder van de familie van de grasmotten (Crambidae). De wetenschappelijke naam van deze soort is voor het eerst voorgesteld als Hypolamprus cyanoxantha door Edward Meyrick in een publicatie uit 1934.
De soort komt voor in Congo-Kinshasa.